# Alquézar
Alquézar (Alquezra em aragonês) é um município da Espanha na província de Huesca, comunidade autónoma de Aragão, de área 32,36 km² com população de 312 habitantes (2007) e densidade populacional de 9,64 hab./km².
Na última secção do canhão do rio Vero, entre profundos barrancos da serra de Guara, levanta-se o castelo colegiata de Santa Maria a Maior (monumento nacional desde 1931). Aos seus pés fica o casario medieval da vila de Alquézar, declarado conjunto histórico artístico em 1982.
Pertence à rede de Aldeias mais bonitas de Espanha.

## Demografia
| Variação demográfica do município entre 1991 e 2004 | Variação demográfica do município entre 1991 e 2004 | Variação demográfica do município entre 1991 e 2004 | Variação demográfica do município entre 1991 e 2004 |
| --------------------------------------------------- | --------------------------------------------------- | --------------------------------------------------- | --------------------------------------------------- |
| 1991                                                | 1996                                                | 2001                                                | 2004                                                |
| 263                                                 | 303                                                 | 290                                                 | 309                                                 |

## Património
- Castelo colegiata de Alquézar